# Spring.me
Spring.me (URL spring.me) ранее Formspring — система вопросов и ответов, запущенная в ноябре 2009 года. Сайт позволял пользователям создать страницу, с которой каждый мог задать им вопросы. Вопросы и дающиеся на них ответы затем публиковались на странице пользователя. Сайт управлялся Formspring.me, Inc. — компанией со штаб-квартирой в Сан-Франциско.
Вопросы можно было задать как со скрытым именем пользователя, так и публично с аккаунта Formspring — по желанию автора, однако, пользователь мог запретить анонимные вопросы, как и запретить определённым аккаунтам задавать вопросы. Сайт позволял пользователям связать свои аккаунты со многими популярными социальными сетями и платформами блогов, в том числе с Facebook, Твиттером, ВКонтакте и Blogger.

## История
Formspring был запущен в ноябре 2009 года разработчиками конструктора сайтов Formstack как побочный проект. Они заметили, что большинство их пользователей используют сервис для создания формы «Спросите меня о чём-нибудь», и решили запустить отдельный сайт, чтобы это облегчить.
При запуске Formspring назывался по своему полному URL, formspring.me, чтобы отличать его от Formstack, который в то время назывался Formspring.com. Когда formspring.me начал становиться популярным, первоначальный сайт Formspring был переименован, чтобы избежать путаницы между двумя сайтами. Formspring вскоре был выделен в отдельную компанию, которая переехала в Сан-Франциско. Из-за его внезапной популярности подобные функции быстро внедрили множество сайтов, такие как Ask.fm, Tumblr, MyYearbook и Foranswer.
3 июня 2010 года Formspring запустил новую версию дизайна, в которой были серьёзно переделаны многие аспекты сайта. В январе 2011 года Formspring добавил кнопку с улыбкой для каждого сообщения на сайте, которая действует таким же образом, как кнопка «понравилось» в Facebook. Тогда она, однако, исчезла, но вернулась в качестве постоянной функции в марте 2011 года.
9 февраля 2011 года в блоге Formspring было объявлено о том, что число зарегистрированных пользователей приближается к 22 миллионам.
В марте 2013 сервис Formspring объявил о своем закрытии. Последним днем, возможным для использования сервиса Formspring, предполагалось 31 марта 2013 года. Однако в этот день стало известно, что объявление о закрытии сервиса — лишь первоапрельская шутка.
В мае 2013 Spring.me приобрёл активы Formspring. В июле была запущена бета версия сайта Spring.me, а в сентябре года новый сайт стал общедоступным.
8 мая 2015 на главной странице появилось сообщение: «5/8/13 — Хорошие новости, друзья, Formspring сохранён и теперь он под новым руководством. Приготовьтесь к новым крутым и захватывающим возможностям. Следите за обновлениями и счастливый постов!!».
В июле 2015 компания, владеющая сайтом онлайн-знакомств Twoo.com, приобрела Spring.me. Более того, все пользователи Spring.me оказались автоматически зарегистрированы на сайте знакомств, что привело к массовому недовольству пользователей. Оба доменных имени formspring.me и spring.me пересылали на сайт Twoo. 30 июня 2022 года Twoo был закрыт.

## Критика
По мнению некоторых критиков, Formspring позволяет преследовать и запугивать пользователей, в связи с анонимностью записей. В феврале 2010 года некоторое внимание медиа получила драка между несколькими учениками средней школы в Гаррисберге, начавшаяся после спора в Formspring.
12 марта 2010 года в Твиттере и других социальных сетях распространилась ложная новость о том, что создатели планируют раскрывать личную информацию о своих пользователях. В блоге Formspring было заявлено, что анонимная информация о пользователях никогда не будет публично раскрыта.
22 марта 2010 года 17-летняя выпускница средней школы Уэст-Айслипа покончила жизнь самоубийством; как сообщается — после десятков оскорбительных комментариев о ней в Formspring. Вскоре после этого начался местный стихийный бойкот сайта Formspring.
Раздел поддержки сайта советовал пользователям, сталкивающимся с преследованием, запретить анонимные вопросы, блокировать нежелательных пользователей, или, в случае угрозы или преступлений, связаться с полицией.